# Richard Taendler
Richard Taendler (* 21. Dezember 1868 in Posen; † 14. September 1909, ertrunken bei einem Bootsausflug vor Helgoland) war ein deutscher Verleger und einer der bekanntesten Literaturagenten in Berlin. 
Im Verlag R. Taendler erschien 1895 In Phanta’s Schloss, der erste Gedichtband von Christian Morgenstern. Die offenbar schwer verkäufliche Ausgabe ging später an den Verlag Schuster & Löffler über, der den Einband der Bände austauschte und den Namen des vorigen Verlages auslöschte.
Daneben verlegte Taendler Romane wie Wenn der Vorhang fällt von Jonas Lie, Die Klugen und die Schlauen von Arthur Zapp, Das Goldherz von Anton Freiherr von Perfall, Der Not gehorchend von Ada von Gersdorff, Frauenseelen von Ida von Conring, Hugin und Munin von Anna Treichel oder Bajowo von Elisabeth Siewert.